# Natação no Campeonato Europeu de Esportes Aquáticos de 2021 - 200 m peito masculino
A prova dos 200 metros peito masculino da natação no Campeonato Europeu de Esportes Aquáticos de 2021 ocorreu nos dias 19 e 20 de maio na Arena Danúbio, em Budapeste na Hungria. 

## Calendário
| Fase          | Data       | Hora  |
| ------------- | ---------- | ----- |
| Eliminatórias | 19 de maio | 11:07 |
| Semifinal     | 19 de maio | 18:54 |
| Final         | 20 de maio | 19:09 |

Todos os horários estão no horário local (UTC+1)

## Recordes
Antes desta competição, os recordes eram os seguintes:
|                       | Nadador       | Tempo   | Local   | Data                |
| --------------------- | ------------- | ------- | ------- | ------------------- |
| Recorde mundial       | Anton Chupkov | 2:06.12 | Gwangju | 26 de julho de 2019 |
| Recorde europeu       | Anton Chupkov | 2:06.12 | Gwangju | 26 de julho de 2019 |
| Recorde do campeonato | Anton Chupkov | 2:06.80 | Glasgow | 6 de agosto de 2018 |

## Medalhistas
| Ouro                | Prata               | Bronze             |
| Anton Chupkov (RUS) | Arno Kamminga (NED) | Erik Persson (SWE) |

## Resultados

### Eliminatórias
Esses foram os resultados das eliminatórias. 
| Pos. | Bateria | Raia | Nadador                     | Nacionalidade | Tempo   | Notas            |
| ---- | ------- | ---- | --------------------------- | ------------- | ------- | ---------------- |
| 1    | 4       | 4    | Arno Kamminga               | Países Baixos | 2:07.39 | Q                |
| 2    | 4       | 3    | Matti Mattsson              | Finlândia     | 2:08.43 | Q,               |
| 3    | 4       | 5    | Kirill Prigoda              | Rússia        | 2:09.21 | Q                |
| 4    | 5       | 4    | Anton Chupkov               | Rússia        | 2:09.44 | Q                |
| 5    | 3       | 5    | Ross Murdoch                | Reino Unido   | 2:09.60 | Q                |
| 6    | 5       | 7    | Andrius Šidlauskas          | Lituânia      | 2:09.74 | Q                |
| 7    | 5       | 3    | Erik Persson                | Suécia        | 2:09.77 | Q                |
| 8    | 3       | 4    | James Wilby                 | Reino Unido   | 2:09.96 | Q                |
| 9    | 3       | 2    | Aleksandr Zhigalov          | Rússia        | 2:10.07 |                  |
| 10   | 4       | 7    | Lyubomir Epitropov          | Bulgária      | 2:10.12 | Q,               |
| 11   | 5       | 5    | Marco Koch                  | Alemanha      | 2:10.40 | Q                |
| 12   | 5       | 1    | Giedrius Titenis            | Lituânia      | 2:11.13 | Q                |
| 13   | 3       | 3    | Caspar Corbeau              | Países Baixos | 2:11.19 | Q                |
| 14   | 5       | 2    | Christopher Rothbauer       | Áustria       | 2:11.78 | Q                |
| 15   | 3       | 0    | Valentin Bayer              | Áustria       | 2:11.99 | Q                |
| 16   | 2       | 6    | Adam Paulsson               | Suécia        | 2:12.02 | Q                |
| 17   | 5       | 6    | Edoardo Giorgetti           | Itália        | 2:12.23 | Q                |
| 18   | 4       | 6    | Berkay Ömer Öğretir         | Turquia       | 2:12.32 |                  |
| 18   | 2       | 2    | Matěj Zábojník              | Chéquia       | 2:12.32 | Recorde nacional |
| 20   | 4       | 1    | Ilya Shymanovich            | Bielorrússia  | 2:12.68 |                  |
| 21   | 3       | 6    | Max Pilger                  | Alemanha      | 2:12.71 |                  |
| 22   | 3       | 7    | Martin Allikvee             | Estónia       | 2:12.80 |                  |
| 23   | 3       | 1    | Andrea Castello             | Itália        | 2:12.82 |                  |
| 23   | 5       | 8    | Antoine Viquerat            | França        | 2:12.82 |                  |
| 25   | 2       | 4    | Filip Chrápavý              | Chéquia       | 2:13.22 |                  |
| 26   | 2       | 1    | Tomáš Klobučník             | Eslováquia    | 2:13.29 |                  |
| 27   | 3       | 8    | Demirkan Demir              | Turquia       | 2:13.35 |                  |
| 28   | 4       | 8    | Léon Marchand               | França        | 2:13.40 |                  |
| 29   | 4       | 9    | Danil Semyaninov            | Rússia        | 2:13.90 |                  |
| 30   | 2       | 5    | Savvas Thomoglou            | Grécia        | 2:14.19 |                  |
| 31   | 1       | 3    | Francisco Quintas           | Portugal      | 2:14.26 |                  |
| 32   | 5       | 0    | Máté Kutasi                 | Hungria       | 2:14.52 |                  |
| 33   | 2       | 3    | Jolann Bovey                | Suíça         | 2:14.56 |                  |
| 34   | 4       | 0    | Dávid Horváth               | Hungria       | 2:14.67 |                  |
| 35   | 2       | 9    | Christoffer Tofte Haarsaker | Noruega       | 2:14.93 |                  |
| 36   | 5       | 9    | Yannick Käser               | Suíça         | 2:15.13 |                  |
| 37   | 1       | 4    | Daniils Bobrovs             | Letônia       | 2:15.20 |                  |
| 38   | 1       | 6    | Aleksas Savickas            | Lituânia      | 2:15.35 |                  |
| 39   | 2       | 8    | Dominik Márk Török          | Hungria       | 2:15.95 |                  |
| 40   | 3       | 9    | Joan Ballester              | Espanha       | 2:16.14 |                  |
| 41   | 2       | 0    | Luka Mladenovic             | Áustria       | 2:16.87 |                  |
| 42   | 1       | 5    | Volodymyr Lisovets          | Ucrânia       | 2:18.77 |                  |
| 43   | 2       | 7    | Rostyslav Kryzhanivskyy     | Ucrânia       | 2:20.03 |                  |
| 44   | 1       | 2    | Joonas Niine                | Estónia       | 2:20.94 |                  |
| 45   | 1       | 1    | Giacomo Casadei             | San Marino    | 2:24.28 |                  |
| 46   | 1       | 7    | André Klippenberg Grindheim | Noruega       | 2:26.74 |                  |
| 47   | 1       | 8    | Even Qarri                  | Albânia       | 2:35.06 |                  |
| 48   | 4       | 2    | Darragh Greene              | Irlanda       | DNS     | DNS              |

### Semifinal
Esses foram os resultados das semifinais. 
Semifinal 1
| Pos. | Raia | Nadador            | Nacionalidade | Tempo   | Notas |
| ---- | ---- | ------------------ | ------------- | ------- | ----- |
| 1    | 5    | Anton Chupkov      | Rússia        | 2:07.94 | Q     |
| 2    | 4    | Matti Mattsson     | Finlândia     | 2:08.26 | Q,    |
| 3    | 6    | James Wilby        | Reino Unido   | 2:09.90 | q     |
| 4    | 7    | Caspar Corbeau     | Países Baixos | 2:09.97 | q     |
| 5    | 2    | Marco Koch         | Alemanha      | 2:10.03 |       |
| 6    | 3    | Andrius Šidlauskas | Lituânia      | 2:10.08 |       |
| 7    | 8    | Edoardo Giorgetti  | Itália        | 2:10.50 |       |
| 8    | 1    | Valentin Bayer     | Áustria       | 2:11.57 |       |

Semifinal 2
| Pos. | Raia | Nadador               | Nacionalidade | Tempo   | Notas |
| ---- | ---- | --------------------- | ------------- | ------- | ----- |
| 1    | 6    | Erik Persson          | Suécia        | 2:07.85 | Q, =  |
| 2    | 4    | Arno Kamminga         | Países Baixos | 2:08.31 | Q     |
| 3    | 3    | Ross Murdoch          | Reino Unido   | 2:08.83 | q     |
| 4    | 5    | Kirill Prigoda        | Rússia        | 2:08.84 | q     |
| 5    | 7    | Giedrius Titenis      | Lituânia      | 2:10.91 |       |
| 6    | 2    | Lyubomir Epitropov    | Bulgária      | 2:11.19 |       |
| 7    | 8    | Adam Paulsson         | Suécia        | 2:12.00 |       |
| 8    | 1    | Christopher Rothbauer | Áustria       | 2:12.97 |       |

### Final
Esse foi o resultado da final. 
| Pos.              | Raia | Nadador        | Nacionalidade | Tempo   | Notas            |
| ----------------- | ---- | -------------- | ------------- | ------- | ---------------- |
| Medalha de ouro   | 5    | Anton Chupkov  | Rússia        | 2:06.99 |                  |
| Medalha de prata  | 6    | Arno Kamminga  | Países Baixos | 2:07.35 |                  |
| Medalha de bronze | 4    | Erik Persson   | Suécia        | 2:07.66 | Recorde nacional |
| 4                 | 3    | Matti Mattsson | Finlândia     | 2:08.48 |                  |
| 5                 | 2    | Ross Murdoch   | Reino Unido   | 2:08.58 |                  |
| 6                 | 7    | Kirill Prigoda | Rússia        | 2:09.23 |                  |
| 7                 | 8    | Caspar Corbeau | Países Baixos | 2:09.73 |                  |
| 8                 | 1    | James Wilby    | Reino Unido   | 2:10.34 |                  |

Legenda
| Recorde mundial       | Recorde mundial (World record)               |                       | Recorde africano                      | Recorde africano (African) |                                           | Q | Classificado por posição (Qualified) |
| Recorde do campeonato | Recorde do campeonato (Championship record)  | Recorde da América    | Recorde da América (Americas)         | q                          | Classificado por melhor tempo (Qualified) |   |                                      |
| Melhor marca do ano   | Melhor marca do ano (World leading)          | Recorde asiático      | Recorde asiático (Asian)              | DNS                        | Não largou (Did not start)                |   |                                      |
| Recorde nacional      | Recorde nacional (National record)           | Recorde europeu       | Recorde europeu (European)            | DNF                        | Não terminou (Did not finish)             |   |                                      |
| Recorde pessoal       | Recorde pessoal do atleta (Personal best)    | Recorde da Oceania    | Recorde da Oceania (Oceania)          | DSQ / DQ                   | Desclassificado (Disqualified)            |   |                                      |
| Recorde da temporada  | Recorde da temporada do atleta (Season best) | Recorde sul-americano | Recorde sul-americano (South America) | NM                         | Sem marca (No mark)                       |   |                                      |